# Våbenhvilen i Erzincan
Våbenhvilen i Erzincan var en aftale om at indstille fjendtlighederne, som under 1. verdenskrig blev indgået mellem det Osmanniske Rige og det Transkaukasiske kommissariat. Aftalen blev indgået den 18. december 1917 (5. december efter den julianske kalender) i byen  Erzincan). Våbenhvilen førte til en midlertidig fred på de anatolske og persiske fronter og holdt indtil den 12. februar hvor kampene blev genoptaget.
Kommissariatets status var uklar på daværende tidspunkt. Osmannerne betragtede det som en uafhængig enhed, som var efterfølger til det Russiske Kejserrige, mens kommissariatet selv stadig betragtede sig som en del af den Russiske republik. Osmannerne var allerede part i våbenhvilen mellem Rusland og Centralmagterne (Brest Litovsk våbenhvilen af 15. december 1917) som dækkede de anatolske og persiske fronter. Efter at have fået tilbud om våbenhvile fra Vehib Pasha, som var øverstkommanderende for den 3. osmanniske armé, gav kommissariatet tilladelse til den øverstkommanderende for den russiske kaukasusfront, general Przhevalski, til at indgå en våbenhvile med sin osmanniske modstander. Resultatet blev våbenhvilen i Erzincan, hvorefter de russiske tropper begyndte at trække sig tilbage, hvilket efterlod det transkaukasiske kommissariat helt uden forsvar.
Et supplement til våbenhvilen blev underskrevet samme dag og fastlagde hvor grænsen skulle gå mellem de to sider. Den 12. februar overskred osmannerne våbenhvilelinjen, i modstrid med aftalen, efter at de havde afvist kommissariatets autoritet til at kunne indgå en sådan våbenhvile. Den 24. februar blev Brest-Litovsk aftalen brudt af Tyskland og mistede sin betydning. Begge våbenhviler blev efterfulgt af Brest-Litovsk-freden med Rusland, som blev underskrevet den 3. marts 1918 og Batumi-traktaten med de stater som efterfulgte det transkaukasiske kommissariat som blev underskrevet den 4. juni.